# Bill Schindler
 Bill Schindler  va ser un pilot estatunidenc de curses automobilístiques nascut el 6 de març del 1909 a Middletown (Nova York).
Schindler va guanyar diverses curses en diferents categories, arribant a córrer a la Champ Car a les temporades 1950-1952 incloent-hi la cursa de les 500 milles d'Indianapolis d'aquests anys.
Bill Schindler va morir el 20 de setembre del 1952 disputant una cursa a Allentown (Pennsilvània).

## Resultats a la Indy 500
| Any    | Cotxe  | Sortida | Vel. mitja | Ranking | Final  | Voltes | V. líder | Retirat        |
| ------ | ------ | ------- | ---------- | ------- | ------ | ------ | -------- | -------------- |
| 1950   | 67     | 22      | 132.690    | 4       | 26     | 111    | 0        | Junta de motor |
| 1951   | 10     | 16      | 134.033    | 11      | 13     | 129    | 0        | Motor          |
| 1952   | 7      | 15      | 134.988    | 20      | 14     | 200    | 0        | Va acabar      |
| Totals | Totals | Totals  | Totals     | Totals  | Totals | 440    | 0        |                |

| Curses       | 3 |
| Poles        | 0 |
| Voltes líder | 0 |
| Victòries    | 0 |
| Top 5        | 0 |
| Top 10       | 0 |
| Retirades    | 2 |

## A la F1
El Gran Premi d'Indianapolis 500 va formar part del calendari del campionat del món de la Fórmula 1 entre les temporades 1950 a la 1960.
Els pilots que competien a la Indy durant aquests anys també eren comptabilitats pel campionat de la F1.
Bill Schindler va participar en 3 curses de F1, debutant al Gran Premi d'Indianapolis 500 del 1950.

### Palmarès a la F1
- Participacions: 3
- Poles: 0
- Voltes Ràpides: 0
- Victòries: 0
- Pòdiums: 0
- Punts vàlids per la F1: 0